# Rafael Giraldo Viana
Rafael María Giraldo Viana (Marinilla, 7 de mayo de 1858-Santafé de Bogotá, 24 de abril de 1903) fue un político, escritor y militar colombiano, gobernador de Antioquia. 

## Reseña biográfica
Hijo del también gobernador de Antioquia, Rafael María Giraldo Zuluaga, y de María Josefa Viana Gómez. 
Político conservador, participó en las guerras civiles del siglo XIX, entre ellas la Guerra de las Escuelas, la guerra de 1884-1885 y la guerra de 1895; fue en el conflicto de 1885 que tuvo una destacada participación en la Batalla de Jericó, donde luchó durante toda la batalla pese a la dificultad de las condiciones. 
Durante la Guerra de los Mil Días fue gobernador y jefe civil y militar de Antioquia, además de ser jefe de la División "Giraldo". También fue secretario de Hacienda y Fomento durante el gobierno departamental de Baltasar Botero Uribe y magistrado del Tribunal de Antioquia.